# Arthrura shiinoi
Arthrura shiinoi är en kräftdjursart som beskrevs av Rosalia Konstantinovna Kudinova-Pasternak 1973. Arthrura shiinoi ingår i släktet Arthrura och familjen Tanaellidae. Inga underarter finns listade i Catalogue of Life.